# Liste d'outils
Voici une liste des outils usuels.

## Liste des outils
- Haut – A
- B
- C
- D
- E
- F
- G
- H
- I
- J
- K
- L
- M
- N
- O
- P
- Q
- R
- S
- T
- U
- V
- W
- X
- Y
- Z

### A
- Aérographe
- Affiloire
- Agrafeuse
- Aiguille
- Alêne
- Alésoir
  - Alésoir à cliquet
- Appareil à battre les collets
- Appareil à vitrer
- Arrache-clou
- Arrache-manivelle
- Arrache-moyeu
- Arrache-rotule
- Auge
- Arrache-tête

### B
- Bac à pinceau
- Balai chinois
- Bambane
- Banc à étirer
- Baratte
- Barre à mine
- Barre Halligan
- Batée
- Batte
  - Batte à feu
  - Batte à semis
  - Batte de carreleur
- Bêche
- Bédane
- Bétonnière
- Biberon de poudre à tracer
- Bigorne
- Binette
- Boîte à onglets
- Boîte à outils
- Bol
  - Bol à plâtre
- Bombe
- Boulon
- Boulonneuse
- Bourroir
- Broche
- Bridou
- Briquet
- Broche de carreleur
- Brosse
  - Brosse à encoller
  - Brosse à badigeon
  - Brosse à laquer
  - Brosse à rechampir
  - Brosse à vernir
  - Brosse à tapisser
  - Brosse coudée pour radiateurs
  - Brosse métallique
- Brouette
- Burin
- Bussetto

### C
- Cage d'écureuil
- Calibre à limites
- Cale
  - Cale à poncer
  - Cale d'épaisseur
  - Cale étalon
- Canne 
  - Canne de verrier
- Cardeuse
- Carrelette
- Chaîne
  - Chaîne d'arpenteur
- Chalumeau
  - Chalumeau oxyacétylénique
- Chanfreineuse de tubes
- Chasse
  - Chasse-pointes
  - Chasse-goupille
- Chemin de fer
- Chevillette
- Chignole
- Chinois
- Chèvre
- Cisaille
  - Cisaille à gazon
  - Cisaille à haie
  - Cisaille à tôle
  - Cisaille guillotine
- Ciseau
  - Ciseau à bois
  - Ciseau à brique ou ciseau de maçon
  - Ciseau à rainer
  - Ciseau anglais
  - Ciseaux d'électricien
  - Ciseau de couturière
  - Ciseau de dentellière
  - Ciseau de tailleur de pierre
- Clé
  - Clé anglaise
  - Clé à chaîne
  - Clé à cliquet
  - Clé à cône
  - Clé à ergots
  - Clé à molette
  - Clé à œil contrecoudée
  - Clé à pédales
  - Clé à pipe débouchée
  - Clé à rayons
  - Clé à téton de rayon
  - Clé à tube
  - Clé d'accordeur
  - Clé de lavabo
  - Clef dynamométrique
  - Clé Guillemin
  - Clé plate
    - Clé plate spéciale pour la pose des fixations lavabo

  - Clé serre tube
  - Clé six pans
  - Clé Torx
  - Clé tricoise
- Cliquet
- Cognée
- Coin
- Comparateur (appareil de mesure)
- Compas
  - Compas à ressort
  - Compas à verge
  - Compas à charnière
  - Compas d'épaisseur
  - Compas de Mordente
  - Compas de transfert
- Compte-fils
- Corde à treize nœuds
- Cordeau
  - Cordeau à tracer
- Coupe-verre
- Coupe-tube
- Couteau
  - Couteau à colle
  - Couteau à démastiquer
  - Couteau à enduire
  - Couteau à mastiquer
  - Couteau à lame rétractable (Cutter en anglais)
  - Couteau à peindre
  - Couteau de vitrier
  - Couteau suisse
- Craie
- Crayon
  - Crayon de charpentier
  - Crayon de menuisier
  - Crayon de maçon
- Cric
- Croc à fumier
- Croissant d'élagage
- Cube de mesure
- Cuillère
  - Cuillère à mesure

### D
- Daba
- Débroussailleuse
- Décapeur thermique
- Décolleuse
- Défonceuse
- Dégauchisseuse
- Démonte roue-libre
- Démonte-obus
- Départoir
- Dérive-chaîne
- Dévisse-cassette
- Diable
- Diamant
- Disqueuse
- Dolabra
- Doloire
- Doucine
- Douille
- Drille

### E
- Échafaudage
- Échelle
- Échenilloir
- Écouvillon
- Écran à peinture
- Écrou
- Égoïne
- Élagueuse
- Élastique
- Élingue
- Emporte-pièce
- Enclume
- Encolleuse
- Engrenage
- Éponge
- Épuisette
- Équerre
  - Équerre à coulisse
  - Équerre de maçon
  - Équerre de mécanicien
  - Équerre de menuisier
- Escabeau
- Escargot
- Établi
- Étau
- Excentrique
- Extracteur
- Extracteur de goujon

### F
- Faucille
- Faux
- Fendeuse de bûche
- Fer à souder
- Fermoir
- Fiche
- Fil à plomb
- Filet
- Filière (fabrication)
- Filière (outil)
  - Filière à têtes interchangeables
- Fontaine de dégraissage
- Foret
- Fouet à chaîne
- Fourche
  - Fourche bêche
- Fraise
- Furet
- Fusil

Foreuse

### G
- Gaule
- Gaufroir
- Genouillère
- Gouge
  - Gouge à asperges
  - Gouge de bottier
- Goujon
- Goupillon
- Gradine
  - Gradine à point d'orge
- Grain d'orge
- Grattoir
  - Grattoir à déjointer
- Greffoir
- Grelinette
- Griffe
  - Griffe à cintrer
  - Griffe de jardin
  - Griffe de zingueur
- Guillaume
- Guimbarde

### H
- Hache
- Hachette
  - Hachette de plâtrier
- Herminette
- Herse
- Houe

### I
- Incinérateur de jardin
- Inclinomètre

Interrupteur

### J
- Jauge
  - Jauge d'épaisseur

### L
- Lame
  - Lame abrasive
  - Lame à enduire
- Lamelleuse
- Laminoir
  - Laminoir à fils
  - Laminoir à plaques
- Lampe à souder
- Langue de chat
- Levier
- Lime
- Lingotière à bascule
- Lisseuse

### M
- Machette
- Machine à coudre
- Machine à crépir
- Machine à plâtre
- Maillet
  - Maillet de carreleur
  - Maillet de menuisier
  - Maillet de ferblantier
  - Maillet en caoutchouc
  - Maillet polyvalent
- Mandrin
- Marteau
  - Marteau américain ou Marteau arrache clou
  - Marteau bourgeois
  - Marteau compo-cast
  - Marteau de bottier
  - Marteau d'électricien
  - Marteau de charpentier
  - Marteau de coffreur
  - Marteau de menuisier
  - Marteau-piqueur
  - Marteau de serrurier
  - Marteau de soudeur
  - Marteau de vitrier
  - Marteau rivoir
  - Marteau de tapissier ou Ramponneau
- Martelet
- Masse
  - Massette
  - Massette portugaise
- Mèche
- Merlin
- Mètre
  - Mètre ruban
  - Mètre pliant
- Meule
- Meuleuse
  - Meuleuse à disque diamant
- Micromètre
- Moine, perceuse électrique dans certaines régions du Québec
- Monture de scie à métaux avec lame
- Motoculteur
- Moule
- Multimètre

.

### N
- Niveau
  - Niveau à bulle
  - Niveau à eau
  - Niveau d'angle, appelé aussi inclinomètre.
  - Niveau laser
  - Niveau optique

### O
voir aussi : Outil de contrôle et de mesure
- Ohmmètre
- Outils divers de bottier
- Ouvre-boîte
- Ordinateur
- Outil multifonctions (oscillant)

### P
- Palette
- Palan
- Palmer ou Micromètre
- Paroir
- Pelle
- Perceuse
  - Perceuse à colonne
- Perforateur
- Perche
  - Perche d'électricien
- Pied à coulisse
- Pied-de-biche
- Pierre
  - Pierre à gréser
    - pierre à aiguiser
    - pierre à raser
- Pince
  - Pince à avoyer
  - Pince à becs
  - Pince à cintrer
  - Pince à dénuder
  - Pince à tubes
  - Pince brucelle
  - Pince à circlips
  - Pince à long bec
  - Pince coupante
  - Pince coupe-boulon
  - Pince coupe-câble
  - Pince crocodile
  - Pince de bottier-cordonnier
  - Pince de carreleur
  - Pince de pose
  - Pince dérive-chaîne
  - Pince-étau
  - Pince gouge
  - Pince-monseigneur
  - Pince multiprise
  - Pince Perdrielle
  - Pince perroquet
  - Pince universelle
- Pinceau
- Pioche
- Piolet
- Pistolet
  - Pistolet à colle chaude
  - Pistolet arroseur
  - Pistolet à peinture
- Plane
  - Plane de charron
- Plantoir
- Platoir
  - Platoir flamand
  - Platoir à jointer
- Pochoir
- Poinçon
- Pointe
  - Pointe à tracer
- Pointeau
- Pointerolle
- Polissoir
- Polka
- Pompe
- Ponceuse
  - Ponceuse à bande
  - Ponceuse excentrique
  - Ponceuse orbitale
  - Ponceuse vibrante
- Poste à souder
  - Poste à souder à l'arc
- Presse « 15 lettres » et « 6 lettres pour presse »
- Presse-flan
- Pressoir « 8 lettres »
- Punaise

### Q
- Queue de rat
- Quart de pouce

### R
- Raclette
  - Raclette de carreleur
- Rabot
  - Rabot-guillaume
  - Rabot à moulure ou doucine
  - Rabot à recaler
  - Rabot à surfacer
- Racloir
- Ramponneau
- Râpe
- Rapporteur
  - Rapporteur d'angle
- Raquette 
  - Raquette de carreleur
- Rasoir
- Râteau
- Règle
  - Règle à calcul
  - Réglet
    - Réglet toupilleur
- Ressort à cintrer
- Rifloir
- Riveteuse
- Rondelle
- Rouanne
- Rouet
- Roule
- Rouleau 
  - Rouleau à bras

### T
- Taille-haie
- Taillant
- Taloche
- Tamis
- Tampon
- Tamponnoir
- Taraud
- Taraudage
- Tarière
- Tas
- Té
- Tenaille
- Tendeur à feuillard
- Tête d'alésage
- Têtu
- Têtu de maçon
- Théodolite
- Tirfor
- Tondeuse à gazon
- Tour
- Tourne-à-gauche
- Tournevis
  - Type
    - Tournevis coudé
    - Tournevis de précision
    - Tournevis testeur
    - Tournevis gainé

  - Empreinte
    - Tournevis empreinte fendue
    - Tournevis empreinte cruciforme
    - Tournevis empreinte étoile
- Tranchet
- Transplantoir
- Trépied
- Tronçonneuse
- Truelle
  - Truelle à brique
  - Truelle à joint
  - Truelle d'angle
  - Truelle Berthelet
  - Truelle langue de chat
  - Truelle triangulaire
- Trusquin
- Tyrolienne

### U
- Urinette

### V
- Valet
- Varlope
- Vé
- Verre
- Vilebrequin
- Vis d'Archimède
- Vis de fixation
- Visseuse
- Vrille

### W
- Wastringue

### X
- Xylographe